# 翎冠刺尾蜂鸟
，是雨燕目蜂鸟科的一种鸟类。
翎冠刺尾蜂鸟体重约2.5克，翼长约33.2毫米，嘴峰长约15.7毫米，喙宽度约1.3毫米，喙厚度约1.6毫米，跗蹠长约4.1毫米，尾长约20毫米。翎冠刺尾蜂鸟在其分布区内为留鸟，其栖息在密集的高大树木组成的森林中，食性为草食性，主要食物来源是植物的花蜜。
翎冠刺尾蜂鸟分布于哥伦比亚东部至厄瓜多尔东部和秘鲁东北部。该物种是单型物种，没有亚种分化。